# 1964.
◄ | 19. stoljeće | 20. stoljeće | 21. stoljeće | ►
◄ | 1930-ih | 1940-ih | 1950-ih | 1960-ih | 1970-ih | 1980-ih | 1990-ih | ►
◄◄ | ◄ | 1961. | 1962. | 1963. | 1964. | 1965. | 1966. | 1967. | ► | ►►
Arhitektura • Astronautika • Astronomija • Biologija • Film • Fotografija • Glazba • Kazalište • Kemija • Kiparstvo • Knjige • Književnost • Kršćanstvo • Meteorologija • Medicina • Planinarstvo • Politika • Pravo • Promet • Slikarstvo • Strip • Šport • Televizija • Znanost • Zrakoplovstvo • Željeznički promet

## Događaji
- 5. listopada – 57 građana Istočnog Berlina pobjeglo je kroz tunel u Zapadni Berlin.
- 26. listopada – rijeka Sava poplavila Zagreb, pod vodom trećina Zagreba
- Velika vojvotkinja Luksemburga Charlotte abdicira u korist sina, velikog vojvode Jeana.

## Rođenja

### Siječanj – ožujak
- 7. siječnja – Nicolas Cage, američki glumac
- 14. siječnja – Mark Addy, britanski glumac
- 23. siječnja – Mariska Hargitay, američka glumica
- 1. veljače – Linus Roache, britanski glumac
- 3. veljače – Vinko Brešan, hrvatski filmski redatelj
- 5. veljače – Laura Linney, američka glumica
- 6. veljače – Andrej Zvjagincev, ruski filmski redatelj
- 15. veljače – Diana Rosandić, hrvatska književnica
- 17. veljače – Davor Gobac, hrvatski pjevač
- 18. ožujka – Bonnie Blair,  američka klizačica
- 22. ožujka – Mats Wilander, švedski tenisač
- 30. ožujka – Ian Ziering, američki glumac

### Travanj – lipanj
- 2. travnja – Goran Karan, hrvatski pjevač
- 20. travnja – Andy Serkis, britanski glumac
- 29. travnja – Federico Castelluccio, talijansko-američki glumac
- 11. lipnja – Dražen Mikulić, hrvatski glumac
- 13. lipnja – Šarūnas Marčiulionis, litvanski košarkaš
- 15. lipnja – Michael Laudrup, danski nogometaš
- 15. lipnja – Courteney Cox Arquette, američka glumica
- 21. lipnja – Doug Savant, američki glumac
- 22. lipnja – Amy Brenneman, američka glumica
- 26. lipnja – Tommi Mäkinen, finski reli vozač
- 30. lipnja – Jürgen Klinsmann, njemački nogometaš i trener

### Srpanj – rujan
- 9. srpnja – Neven Valent, hrvatski operni i koncertni pjevač († 2012.)
- 20. srpnja – Dean Winters, američki glumac
- 26. srpnja – Sandra Bullock, američka filmska glumica
- 28. srpnja – Lori Loughlin, američka glumica
- 5. kolovoza – Zerrin Tekindor, turska glumica
- 8. kolovoza – Klaus Ebner, austrijski književnik
- 20. kolovoza – Dino Dvornik, hrvatski pjevač († 2008.)
- 24. kolovoza – Sanda Dubravčić, hrvatska klizačica i liječnica
- 26. kolovoza – Mehriban Alijeva, azerbejdžanska poltičarka
- 2. rujna – Keanu Reeves, američki filmski glumac
- 5. rujna – Bože Radoš, treći biskup Varaždinske biskupije
- 10. rujna – Jegor Letov, ruski pjevač († 2008.)
- 25. rujna – Žan Marolt, bosanskohercegovački glumac († 2009.)

### Listopad – prosinac
- 8. listopada – Ian Hart, engleski glumac irskog podrijetla
- 13. listopada – Christopher Judge, američki glumac
- 22. listopada – Dražen Petrović, hrvatska košarkaška legenda († 1993.)
- 11. studenoga – Calista Flockhart, američka glumica
- 11. studenoga – Željka Markić, hrvatska aktivistica
- 4. prosinca – Marisa Tomei, američka glumica
- 8. prosinca – Teri Hatcher, američka glumica
- 8. prosinca – Nikola Jerkan, hrvatski nogometaš i reprezentativac
- 9. prosinca – Paul Landers, njemački glazbenik
- 10. prosinca – Edith Gonzalez, meksička glumica
- 19. prosinca – Arvydas Sabonis, litavski košarkaš

### Nepoznat datum rođenja
- Milivoj Beader, hrvatski glumac

## Smrti
- Juraj Lajtman, hrvatski svećenik i pisac (* 1883.)

### Siječanj – ožujak
- 20. ožujka – Brendan Behan, irski književnik († 1923.)

### Travanj – lipanj
- 18. travnja – Albe Vidaković, hrv. skladatelj i muzikolog (* 1914.)
- 23. travnja – Karl Polanyi, mađarski i austrijski sociolog (* 1886.)
- 24. travnja – Gerhard Domagk, njemački liječnik, nobelovac (* 1895.)
- 27. svibnja – Hinko Würth, sportaš i sportski djelatnik (* 1881.)
- 10. srpnja – David Bunetta, hrvatski arhitekt (* 1891.)

### Srpanj – rujan
- 13. srpnja – Joel Brand, mađarski politički aktivist (* 1906.)
- 9. rujna – Jakov Voltolini, hrvatski dirigent (* 1911.)

### Listopad – prosinac
- 20. listopada – Herbert Hoover, 31. predsjednik SAD-a (* 1874.)
- 6. studenoga – Nasta Rojc, hrvatska slikarica (* 1883.)
- 11. prosinca – Alma Mahler, austrijska umjetnica (* 1879.)

## Nobelova nagrada za 1964. godinu
- Fizika: Charles H. Townes, Nikolaj Genadijevič Basov i Aleksandr Mihajlovič Prohorov
- Kemija: Dorothy Crowfoot Hodgkin
- Fiziologija i medicina: Konrad Bloch i Feodor Lynen
- Književnost: Jean-Paul Sartre (odbio nagradu)
- Mir: Martin Luther King

## Vanjske poveznice
|  | Zajednički poslužitelj ima još gradiva o temi 1964. |